# Campanha presidencial de Donald Trump em 2020
A campanha presidencial de Donald Trump em 2020 foi uma malsucedida campanha de reeleição para presidente dos Estados Unidos, lançada por Donald Trump, que assumiu o cargo em 20 de janeiro de 2017.
O então presidente Donald Trump começou sua campanha para reeleição mais cedo do que qualquer outro presidente incumbente na história dos Estados Unidos. Ele começou a fazer seu esforço para reeleição semanas depois de sua eleição em 2016 e apresentou oficialmente sua campanha para reeleição à Comissão Eleitoral Federal no mesmo dia de sua posse. De fevereiro de 2017 a novembro de 2020, Trump fez mais de 150 comícios de campanha, focando principalmente em estados decisivos no Colégio Eleitoral. A campanha angariou milhões de dólares em fundos e focou, principalmente, nas redes sociais, mas também fez comerciais em rede nacional de televisão. Trump afirmou em vários momentos  na corrida presidencial de 2020 que seu slogan de reeleição seria "Keep America Great" ("Mantenha a América Grande") e "Promises Made, Promises Kept" ("Promessas feitas, promessas mantidas"). Em 7 de novembro de 2018, Trump confirmou que Mike Pence voltaria como seu candidato a vice em 2020.
A campanha presidencial de Trump acabou fracassando; em 3 de novembro os americanos votaram em números recordes na eleição e, quatro dias depois, em 7 de novembro, as principais redes de notícias dos Estados Unidos projetaram oficialmente a eleição do candidato Democrata Joe Biden e sua vice Kamala Harris, fazendo de Trump o quinto presidente americano em 120 anos a não ser reeleito. O Colégio eleitoral americano confirmou a eleição de Biden em dezembro daquele ano.
Pesquisadores estimam que os comícios que Trump realizou de 20 de junho a 22 de setembro de 2020 causaram mais de 30 000 casos diagnosticados de infecção de COVID-19 e mais de 700 fatalidades.

## História
Os antecessores de Trump fundiram seus comitês de campanha no comitê de seu partido após suas vitórias eleitorais. Após sua vitória nas eleições de 2016, Trump evitou essa tradição presidencial e manteve um comitê separado de campanha que continuou a levantar fundos. Em dezembro de 2016, a campanha arrecadou US$ 11 milhões. Esses movimentos indicaram que Trump já estava de olho em uma corrida em 2020.
Trump começou a gastar dinheiro na corrida de 2020 em 24 de novembro de 2016 (dezesseis dias após o final da eleição de 2016 ). O primeiro desembolso de campanha que seus comitês reportaram foi gasto para as primárias presidenciais de 2020 foi para a compra de um bilhete da Delta Air Lines nesta data.
Trump apresentou oficialmente sua campanha de reeleição com a FEC em 20 de janeiro de 2017, o dia de sua posse . Trump lançou sua campanha de reeleição mais cedo em sua presidência do que seus antecessores. Barack Obama, George W. Bush, Bill Clinton, George HW Bush e Ronald Reagan declararam suas candidaturas à reeleição no terceiro ano de suas presidências. Trump apresentou os documentos para sua campanha de reeleição aproximadamente 47 meses antes da data da eleição. Em contraste, tanto Reagan quanto George HW Bush arquivaram aproximadamente doze meses, George W. Bush registrou aproximadamente dezoito, e tanto Clinton quanto Obama arquivaram aproximadamente dezenove meses antes da data da eleição.
Trump tinha 74 anos no dia da eleição de 2020. Tornando Trump o segundo mais velho candidato presidencial a ingressar em um grande partido, (superando Ronald Reagan e Bob Dole, ambos com 73 anos de idade quando foram indicados ao Partido Republicano em 1984 e 1996, respectivamente.) e somente atrás do atual presidente americano Joe Biden, que foi indicado pelo partido democrata em 2020 quando tinha 77 anos.
Como seus três antecessores (Bill Clinton, George W. Bush e Barack Obama) foram reeleitos, se Trump tivesse sido reeleito, seria a primeira vez na história americana que houve quatro presidentes consecutivos que foram eleitos para dois mandatos. Se Trump completasse seu segundo mandato em 20 de janeiro de 2025, ele teria 78 anos e se tornaria a pessoa mais velha a servir como presidente, superando Ronald Reagan (que tinha 77 anos quando deixou o cargo em 1989). 

#### Viagens domésticas feitas por Donald Trump como presidente dos EUA
Os mapas a seguir documentam a frequência com que o presidente Trump visitou cada estado e território durante sua presidência. 
- 2017
- 2018

### Fevereiro a março de 2019
Em fevereiro, um esforço estado a estado foi lançado pela equipe de campanha de Trump para se opor a quaisquer desafios presidenciais de dentro do Partido Republicano. A campanha usou endossos, lobby e mudanças de regras do partido estatal para garantir que Trump não enfrente oposição durante a convenção de nomeação republicana, com um assessor de campanha sênior chamando-o de "processo de assegurar que a convenção nacional seja um comercial de televisão para o presidente". para uma audiência de 300 milhões e não uma luta interna”.